# Большой Куналей
Большо́й Кунале́й (бур. Ехэ Хунилаа) — село в Тарбагатайском районе Бурятии. Образует Большекуналейское сельское поселение.
В 2016 году село внесено в Путеводитель самых красивых деревень России, в 2018 году получило статус «Самая красивая деревня России».
Одно из старообрядческих сел Забайкалья.

## География
Большой Куналей находится в отрогах хребта Цаган-Дабан в пределах Селенгинского среднегорья в Западном Забайкалье. От районного центра села Тарбагатай располагается в 20 км, от столицы Республики Бурятии города Улан-Удэ в 75 км. Улицы села раскинулись по берегам реки Куналейки. Здесь же находятся сенокосные угодья. Пахотные земли размещены по склонам невысоких гор.
Самая высокая точка вокруг деревни — Демидова гора — 1125 м.
Климат территории резко континентальный, с большими амплитудами температур, небольшим количеством осадков. Почвы разнообразны: в пойме и первой террасе — высокоплодородные; лугово-чернозёмные. Встречаются дерновые серые почвы со среднем содержанием гумуса.

## История
Старинное село Большой Куналей (от бур. хунилаа — складка, сборка) основано во второй половине XVIII века. Первые поселенцы, прибывшие в эти суровые земли, были старообрядцы.
После манифеста Екатерины II «О позволении иностранцам, кроме жидов, выходить и селиться в России и о свободном возвращении в своё отечество русских людей, бежавших за границу», в 1762 году, в том числе, старообрядцам позволялось вернуться на родину, но с указанием мест для поселения.
Основным центром старообрядчества в то время был остров Ветка (территория Речи Посполитой, ныне Гомельская область Белоруссии) (см. также Ветковское согласие), откуда старообрядцы уходить не хотели. В 1764 году на Ветку был послан генерал-майор Маслов, который жёстко расправился с ветковцами и вывел оттуда до 20 000 старообрядцев. Их стали расселять по Сибири, а отправленных в Забайкалье старообрядцев стали называть «семейскими».
В 1765 году на территорию современного Большого Куналея прибыла 61 семья переселённых старообрядцев-семейских, численностью в 205 человек.
В 1833-34 году староверы самовольно построили деревянную церковь.
В 1845 году в селе проживали 267 старообрядческих семей (734 душ мужского и 736 душ женского пола). В 1908 году — 4739 человек (2367 муж. пола и 2372 жен. пола), проживающих в 782 дворах и преимущественно занимающиеся хлебопашеством. Также в селе работало 27 водяных мельниц и 17 кузниц. В 1920-е годы была построена паровая вальцовая мельница.

## Население
| 2002  | 2010  | 2012  | 2013  | 2014  | 2015  | 2016  |
| ----- | ----- | ----- | ----- | ----- | ----- | ----- |
| 1362  | ↘1148 | ↘1121 | ↘1100 | ↘1093 | ↘1072 | ↘1035 |
| 2017  | 2018  | 2019  | 2020  | 2021  | 2023  | 2024  |
| ↘1016 | ↘1009 | ↘994  | ↘958  | ↘952  | ↘929  | ↘895  |

## Инфраструктура
- МБОУ «Большекуналейская СОШ им. Гуслякова Г. И.»
- Дом культуры.
- Почтовое отделение.
- Врачебная амбулатория.

## Культура
Большекуналейский семейский народный хор — один из самых известных коллективов, представляющий фольклор забайкальских семейских. Образован в 1927 году. Лауреат и дипломант международных и всероссийских фестивалей, смотров и конкурсов народного творчества.

## Люди, связанные с селом
- Болонев, Фирс Федосович (1935—2018) — доктор исторических наук, главный научный сотрудник института археологии и этнографии СО РАН, исследователь истории и культуры семейских, уроженец села.
- Болонев, Петр Макеевич (род. 1949 г.) — видный деятель сельского хозяйства России и Республики Бурятии. Внёс огромный вклад в развитие сельскохозяйственных отношений с Монголией. Заслуженный работник сельского хозяйства РФ. Уроженец села[19].
- Васильева, Клавдия Ефимовна — заслуженный учитель РБ, отличник народного просвещения, заслуженный краевед РФ.
- Гусляков, Георгий Иванович (1922—1998) — ветеран Великой Отечественной войны, Герой России, уроженец села.
- Лобозёров, Степан Лукич (род. в 1948 г.) — драматург, член Союза писателей СССР (1986), заслуженный деятель искусств России и Республики Бурятии, уроженец села.